# Руано, Теодора
Мария Теодора Адорасьон Руано Санчон, также известна как Дори Руано (исп. María Teodora Adoración Ruano Sanchón, род. 11 января 1969, Вильямайор, Кастилия и Леон) — испанская профессиональная велогонщица и политик, выступавшая в шоссейном и трековом велоспорте. На шоссе несколько раз становилась чемпионкой Испании в групповой и индивидуальной гонке; на треке была специалистом в гонке по очкам.
Завоевала две медали на чемпионате мира по трековому велоспорту — золотую в 1998 году и серебряную в 1997 году. На шоссе завоевала бронзовую медаль на чемпионате мира 2001 года в индивидуальной гонке.
Теодора Руано участвовала в трёх летних Олимпийских играх: в 1992, 2000 и 2004 годах. В 2000 году в Сиднее она получила олимпийский диплом за седьмое место в гонке по очкам. В Барселоне в 1992 году была 42-й в групповой гонке, в Сиднее в 2000 году — 18-й в индивидуальной гонке, а в Афинах в 2004 году — снова 18-й в индивидуальной гонке.
В 2004 году открыла свою школу велоспорта. Она также является членом городского совета Саламанки от испанской социалистической рабочей партии и преподавателем курса «Физическая подготовка для велоспорта на треке» в Международном центре спортивной подготовки высоких достижений.

## Карьера
Дори Руано родилась в небольшом городке недалеко от Саламанки, она — пятая из семи братьев и сестёр. С детства она проявляла большую любовь к спорту, особенно к велоспорту, в котором она демонстрировала хорошие физические и технические способности. Она начала участвовать в соревнованиях в 1987 году, в возрасте 18 лет, в команде Jamones AIM.
В 1988 году национальный тренер Анхель Гинер включил её в команду для участия в международных соревнованиях Париж — Бурж, проходивших в конце сентября во Франции. В следующем году она снова была включена в состав национальной команды для участия в чемпионате мира в Шамбери (Франция), став единственной испанкой, финишировавшей в гонке.
На чемпионате мира 1990 года, проходившем в Японии, Руано вместе с Жоаной Сомарриба, Чели Альварес и Белен Куэвас заняла шестое место в командной гонке, что позволило им получить стипендию ADO для подготовки к Олимпийским играм 1992 года в Барселоне.
Королевская федерация велоспорта Испании (RFEC) наняла трёх советских специалистов для подготовки испанских велосипедистов. За подготовку женской команды отвечал Борис Васильев, который ввёл жёсткие ежедневные тренировки и строгую дисциплину. В 1992 году во время групповой гонки в Барселоне падение на последних километрах заставило Дори приехать далеко позади группы фаворитов. Плохие результаты на Олимпийских играх привели к тому, что RFEC и Высший совет по делам спорта приняли решение прекратить помощь. В том же году она получила звание спортивного директора по велоспорту III уровня в Национальной школе тренеров.
В 1993 году Дори Руано в возрасте 24 лет возобновила учёбу в Саламанке, начав изучать преподавание физической культуры. В последний год обучения Руано попробовала себя в велоспорте на треке и приняла участие в чемпионате Испании по трековому велоспорту в гонке по очкам и индивидуальной гонке преследования, заняв первое место в обеих дисциплинах. В конце сезона она побила национальный женский часовой рекорд, проехав 44,158 км.
На сезон 1997 года Борис Васильев, её бывший тренер, пригласил её в национальную сборную. В том году она снова стала чемпионкой в гонка по очкам и в индивидуальной гонке преследования на чемпионате Испании. Приняла участие в последнем этапе Кубка мира в Афинах в гонка по очкам, заняв четвёртое место, что дало ей путёвку на чемпионат мира в Перте (Австралия), где она завоевала серебряную медаль.
В 1998 году добилась своего самого большого спортивного успеха, выиграв чемпионат мира по трековому велоспорту в Бордо (Франция) в гонке по очкам.
В следующем году Васильев был уволен с поста национального тренера, что стало серьёзным ударом для подготовки Руано к Олимпийским играм 2000 года в Сиднее. Эта сложная ситуация повлияла на её выступление, и она заняла лишь седьмое место в гонке по очкам, в которой она была одной из фавориток.
2001 год стал для Дори годом большого успеха: она совмещала выступления в двух видах велоспорта (трек и шоссе), выиграла чемпионат Испании по шоссейному велоспорту в групповой и индивидуальной гонках и завоевала бронзовую медаль на чемпионате мира по шоссейному велоспорту в Лиссабоне в индивидуальной гонке. В том году она также приняла участие в чемпионате мира по трековым велоспорту, где заняла четвёртое место в гонке по очкам.
В 2002 году произошёл перелом в отношениях между велосипедисткой и RFEC. Отсутствие Бориса Васильева и приход новых тренеров, которые не одобряли совмещение трекового и шоссейного велоспорта, вывели Руано из состава трековой команды. В 2003 году, при поддержке банка Caja Duero, она создала велошколу Caja Duero, в которой стала техническим директором и координатором велосипедного клуба Villamayor.
В 2005 году, когда в Мадриде проходил чемпионат мира по шоссейному велоспорту, в возрасте 36 лет она решила оставить велоспорт. Два года спустя она получила степень магистра в области управления спортивными организациями в Университете Кастилии-Ла-Манчи и Фонде Королевской испанской федерации футбола.
Страсть к велоспорту привела её к должности спортивного комментатора на канале Eurosport, на чемпионатах мира по трековому велоспорту и женских соревнованиях чемпионата мира по шоссейному велоспорту.
С 2005 по 2009 годы была членом Комиссии по женскому велоспорту RFEC и членом Комиссии по спорту и делам женщин Олимпийского комитета Испании. В 2012 году она получила степень в области физической культуры и спортивных наук (CAFYD) в Папском университете Саламанки и начала работать преподавателем курса физической подготовки по велоспорту на треке в Международном центре спортивной подготовки высоких достижений.

Велоспорт дал мне ни с чем не сравнимое чувство свободы и величия, когда кто-то хочет начать заниматься велоспортом, я рядом, чтобы научить его, передать и помочь ему наполнить свою жизнь ценностями, эмоциями и жизненным опытом.Оригинальный текст (исп.)«La bicicleta me ha proporcionado una sensación de libertad y de grandeza inigualable, cuando alguien quiere iniciarse en el ciclismo, allí estoy yo para enseñarle, transmitirle y ayudarle a que este deporte llene sus vidas de valores, emociones y experiencias de vida».— Теодора Руано
В 2015 году Теодора Руано была назначена спортивным директором женской команды Lointek.

## Достижения

### Шоссе
1992
3-я на Эмакумин Бира
3-я на Вуэльте Майорки
1995
 Чемпионат Испании — индивидуальная гонка
1996
Эмакумин Бира
 Чемпионат Испании — групповая гонка
 Чемпионат Испании — индивидуальная гонка
1997
Тур Верхней Вьенны
 Чемпионат Испании — индивидуальная гонка
1998
 Чемпионат Испании — индивидуальная гонка
 Чемпионат Испании — групповая гонка
1999
 Чемпионат Испании — индивидуальная гонка
 Чемпионат Испании — групповая гонка
2000
 Чемпионат Испании — индивидуальная гонка
2001
 Чемпионат Испании — индивидуальная гонка
 Чемпионат Испании — групповая гонка
 Чемпионат мира — индивидуальная гонка
3-я на Вуэльта Кастилии и Леона
2002
 Чемпионат Испании — индивидуальная гонка
2003
 Чемпионат Испании — индивидуальная гонка
2004
 Чемпионат Испании — индивидуальная гонка
2005
 Чемпионат Испании — индивидуальная гонка

### Трек
1997
 Чемпионат мира — гонка по очкам
1998
 Чемпионат мира — гонка по очкам

### Статистика выступления наГранд-турах
| Гонка / Год | 2003 |
| ----------- | ---- |
| Джиро Роза  | 10   |

## Награды
- Лучшая спортсменка национальной элиты, (1995) Испания.
- Лучшая спортсменка национальной элиты, (1998) Испания.
- Премия королевы Софии лучшей спортсменке Испании, (1998) Испания.
- Лучшая спортсменка Испании в категории «Велоспорт». Испанская ассоциация спортивной прессы, (1988) Испания.
- Олимпийский орден, (1999) Испания.
- Лучшая спортсменка национальной элиты, (2000) Испания.
- Лучшая спортсменка национальной элиты, (2001) Испания.
- Лучшая спортсменка национальной элиты, (2002) Испания.
- Золотая медаль ордена «За спортивные заслуги», врученная Высшим советом по делам спорта (2005)
- Серебряная медаль ордена «За спортивные заслуги», врученная Высшим советом по делам спорта (1999)

## Преподавание
В 1996 году она окончила Папский университет Саламанки по специальности «Преподавание физической культуры».
С 2004 по 2008 годы она работала преподавателем в Португальской федерации велоспорта.
В 2004 году она основала Школу велоспорта, президентом которой она является в настоящее время.
Она также преподавала в Международном университете SEK на летних курсах по женскому велоспорту.
В 2012 году она начала преподавать на курсе «Физическая подготовка велосипедистов на треке» в Международном центре спортивной подготовки высоких достижений.

## Лекции
С 2006 года Дори Руано выступает с докладами на различных национальных мероприятиях.
| Год  | Место проведения | Название мероприятия                                            | Тема доклада                                                     |
| ---- | ---------------- | --------------------------------------------------------------- | ---------------------------------------------------------------- |
| 2006 | Сеговия          | Конференция по спорту и обществу                                | Круглый стол: будущее спортсмена по окончании спортивной карьеры |
| 2007 | Наварра          | III Наваррский спортивный конгресс                              | Дискриминация женщин в спорте                                    |
| 2008 | Гранада          | I Национальная конференция по велоспорту                        | Прошлое, настоящее и будущее женского велоспорта в Испании       |
| 2008 | Мадрид           | Мадридская национальная конференция по вопросам женщин и спорта | Круглый стол: клубы и спортивные группы                          |
| 2008 | Мадрид           | II Семинар «Женщины, результаты и триатлон»                     | Два видения спорта: спортсменка и тренер                         |
| 2009 | Витория          | Женщина и спорт                                                 | Женщина и спорт                                                  |